# Alfred Kutza
Alfred Kutza (* 18. Februar 1925 in Velten; † 12. März 2024 in Berlin) war ein deutscher Radrennfahrer.

## Sportliche Laufbahn
Kutza war im Straßenradsport und Bahnradsport aktiv. Er wurde 1944 zur Wehrmacht eingezogen und an die Front geschickt. Dort geriet er in französische Kriegsgefangenschaft, konnte im Internierungslager aber trainieren und sogar in der Umgebung an Straßenradrennen teilnehmen. Im Winter 1948 kehrte er nach Berlin zurück. 1949 schaffte er in kurzer Zeit den Aufstieg von der C-Klasse in die A-Klasse der Amateure.
Er siegte vor Harry Baschke im Rennen Berlin–Cottbus–Berlin 1949, das in diesem Jahr nur für Amateure ausgetragen wurde. Beim Sieg von Max Bartoskiewicz wurde er Dritter bei Rund um Berlin 1949. Er startete damals für den Verein „Grün Weiß Berlin“.
Im Jahr 1951 wurde Kutza Berufsfahrer und startete bei mehreren Sechstagerennen. Zweimal fuhr er das Berliner Sechstagerennen und war auch bei dem nicht genehmigten Rennen 1953 dabei. Er kam bei der Deutschland-Rundfahrt 1952 auf den 33. Platz. 1956 trat er vom Radsport zurück.

## Berufliches
Nach dem Sport wurde Kutza Fahrlehrer mit einer eigenen Fahrschule in West-Berlin.